# Maserati Kubang

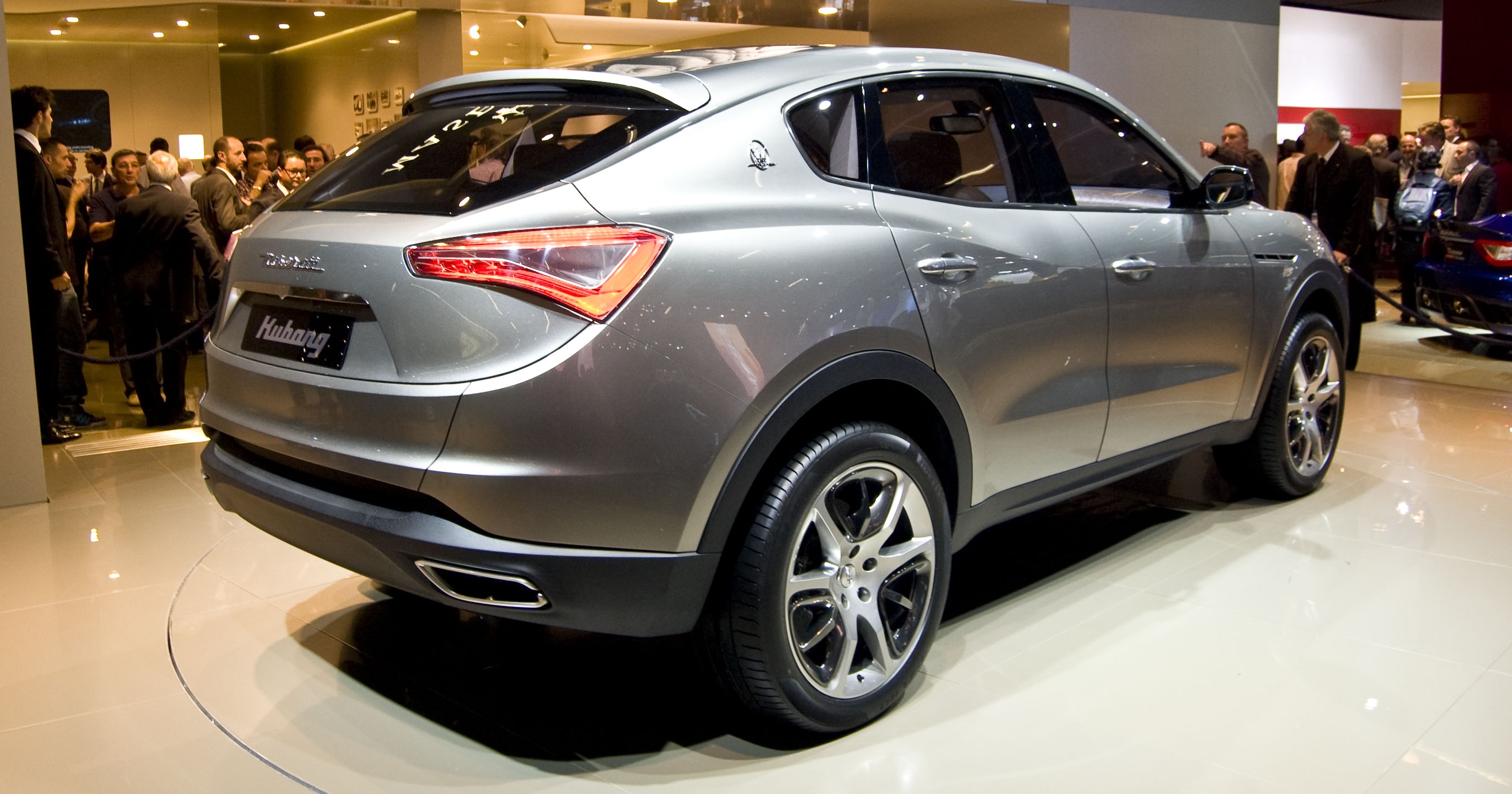
Achterkant van de Maserati Kubang

De Maserati Kubang is een SUV-conceptauto van de Italiaanse autofabrikant Maserati uit 2011. De Kubang was bedoeld als rechtstreekse concurrent van de Porsche Cayenne maar werd nooit in productie genomen. Pas in 2016 bracht Maserati zijn eerste SUV, de Levante die gebaseerd is op de Kubang, op de markt.
In 2003 had Maserati al eens een poging ondernomen om een SUV te ontwikkelen met de Maserati Kubang GT Wagon conceptauto. Die was gebaseerd op het Audi A8-platform, maar het kwam nooit tot een concrete samenwerking tussen Maserati en Audi waardoor de productieplannen voor de Kubang GT Wagon in het water vielen.
De Maserati Kubang werd onthuld op het Autosalon van Frankfurt in 2011. Door de fusie tussen Maserati-eigenaar Fiat en Chrysler kreeg Maserati toegang tot de technologie van Jeep. De Kubang was dan ook gebouwd op het platform van de Jeep Grand Cherokee. De wagen was voorzien van vierwielaandrijving en een 8-traps automaat. Onder de motorkap stak een Maserati/Ferrari V8-benzinemotor, maar er werd ook al aan dieselmotoren gedacht.
Het laatste optreden van de Kubang was op het Autosalon van Peking in 2012. De definitieve productieversie van de Maserati SUV werd in 2016 voorgesteld op het Autosalon van Genève: de Maserati Levante.